# Последњи самурај
Последњи самурај (енгл. The Last Samurai) је амерички филм из 2003. године. У главним улогама су Том Круз, Тимоти Спал, Кен Ватанабе, Били Коноли, Тони Голдвин, Хиројуки Санада, Којуки и Шин Којамада.
Филм је зарадио преко 456 милиона долара широм света и добио је позитивне критике од стране критичара, који су хвалили глуму, сценарио, режију, музику, визуелне ефекте, костиме и поруке филма. Номинован је за бројне награде, међу којима су четири Оскара, три Златна глобуса и две награде Националног одбора за рецензију филмова.

## Радња
Други војник видео је његов начин живота као слом. Он је Kатсумото, последњи вођа самураја, који су посветили своје животе спасавању владара и земље. Међутим, времена су се променила, као и вредности; оно за шта су самураји живели и борили се више не постоји. Ипак, Kатсумото не жели да се повуче без борбе. Стазе двојице ратника ће се спојити.
Олгрен је импресиониран самурајима. Њихова непоколебљива убеђења подсетила су га на то какав је човек био. Заробљен на непознатој територији, са својим животом и што је још важније, са својом душом, амерички војник нашао се усред дивље и епске борбе између два света, при чему га води само његов осећај за част.

## Улоге
| Глумац              | Улога                    |
| ------------------- | ------------------------ |
| Кен Ватанабе        | Катсумото                |
| Том Круз            | Нејтан Олгрен            |
| Којуки              | Така                     |
| Хиројуки Санада     | Уђио                     |
| Шин Којамада        | Нобутада                 |
| Масато Харада       | Омура                    |
| Тимоти Спал         | Сајмон Грејам            |
| Вилијам Атертон     | Винчестер Реп            |
| Чад Линдберг        | асистент Винчестера Репа |
| Били Коноли         | Зебулон Гант             |
| Тони Голдвин        | пуковник Багли           |
| Шичиносуке Накамура | цар Муцухито             |

## Зарада
- Зарада у САД - 111.127.263 $
- Зарада у иностранству - 345.631.718 $
- Зарада у свету - 456.758.981 $